# Sexta-feira
Sexta-feira é um dia útil considerado o sexto dia da semana, seguindo a quinta-feira e precedendo o sábado. É um dia de oração e descanso para o Islamismo.
| 1.° dia | 2.° dia       | 3.° dia     | 4.° dia      | 5.° dia      | 6° dia      | último dia |
| Domingo | Segunda-feira | Terça-feira | Quarta-feira | Quinta-feira | Sexta-feira | Sábado     |

Por ordenação de trabalho e lazer e pela normalização ISO, a sexta-feira é considerada o quinto dia da semana, sendo assim na maioria dos calendários em todo o mundo.
| 1.° dia       | 2.° dia     | 3.° dia      | 4.° dia      | 5° dia      | 6.° dia | último dia |
| Segunda-feira | Terça-feira | Quarta-feira | Quinta-feira | Sexta-feira | Sábado  | Domingo    |

A palavra é originária do latim (Sexta Feria), que significa "sexta feira" (sexto dia após o dia de descanso.) e de mesma acepção existe em galego (sexta feira), mirandês (sexta) e tétum (loron-sesta).
Povos pagãos antigos reverenciavam seus deuses dedicando este dia  ao astro Vênus o que originou outras denominações, em português antigo vernes[carece de fontes?], em espanhol diz-se viernes, no italiano venerdì e em francês vendredi, com os significados de "Vênus" e "dia de Vênus". Em inglês diz-se Friday, "dia de Frige" e em alemão Freitag, "dia de Freiia".

## Origem dos nomes dos dias da semana
Os nomes dos dias da semana em português têm a sua origem na liturgia católica. Na maior parte das outras línguas românicas, a sua origem são nomes de deuses pagãos romanos aos quais os dias eram dedicados, neste caso a sexta-feira era dedicada a divindade romana Vênus (esta por sua vez inspirada na deusa grega Afrodite). No caso de muitas línguas germânicas, como o inglês, houve um processo de interpretação germânica do significado do termo em latim "Veneris dies" ("dia de Vênus") que levou a deusa germânica Freia ser equiparada a Vênus. Em japonês, a palavra para sexta-feira é 金曜日 (kinyōbi) e é formado a partir das palavras 金星 (kinsei) que significa Vênus (lit. "planeta de ouro") e 曜 日 (yōbi) que significa dia (da semana).

## Sexta-Feira Santa
Sexta-Feira Santa ou Sexta-Feira da Paixão relembra a crucificação de Jesus Cristo e sua morte no Calvário. Nesta sexta-feira em particular, os fiéis veneram o Crucifixo visitando as igrejas. Segundo a Igreja Católica, todas as sextas-feiras do ano são dias de penitência; os fiéis católicos devem fazer abstinência de carne (na Sexta-Feira Santa em particular, deve ser feito também o jejum).

## Devoção ao Sagrado Coração de Jesus
Na primeira sexta-feira de cada mês, é praticada a devoção ao Sagrado Coração de Jesus, originalmente relatada por Santa Margarida Maria Alacoque. É realizada nas primeiras sextas-feiras de nove meses consecutivos. Várias promessas foram feitas para aquelas pessoas que praticavam as devoções nas primeiras sextas-feiras.

## Sexta-feira em outros idiomas
| Idioma                                                       | Nome                                                                                   | Significado                        |
| alemão neerlandês                                            | Freitag vrijdag                                                                        | dia de Freyja                      |
| sueco dinamarquês finlandês                                  | fredag perjantai                                                                       | dia de Freiia                      |
| inglês                                                       | Friday                                                                                 | dia de Frige                       |
| basco                                                        | Osteguna                                                                               | Campo de Urtzi                     |
| catalão dousha esperanto francês grego italiano Veneto Hindi | divendres furina vendredo vendredi paraskevi venerdì Vènare / Vendre शुक्रवार / Shukravar | dia de Vênus                       |
| galego espanhol romeno                                       | venres viernes venres                                                                  | Vênus                              |
| chinês esloveno lituano                                      | 星期五 / xīng qī wǔ petek Penktadienis                                                 | quinto dia                         |
| japonês                                                      | 金曜日 / Kin'yōbi                                                                      | Dia do Metal (Ouro) e Dia de Vênus |